# Cyperus pulcher
Cyperus pulcher är en halvgräsart som beskrevs av Carl Peter Thunberg. Cyperus pulcher ingår i släktet papyrusar, och familjen halvgräs. Inga underarter finns listade i Catalogue of Life.